# Glauco (hijo de Épito)
En la mitología griega Glauco (en griego antiguo: Γλαῦκος), hijo de Épito, fue un rey de Mesenia y el padre de Istmio.
Se dice que fue un gobernante justo y el primer dorio que adoró al rey Zeus. Construyó un santuario a Zeus en el Itome y otro a Macaón, hijo de Asclepio en Gerenia. Para Mesene, hija de Tríopas, estableció el culto heroico.
| Predecesor: Épito | Reyes de Mesenia | Sucesor: Istmio |